# سلبریتی سالستیس
سلبریتی سالستیس (به انگلیسی: Celebrity Solstice) یک کشتی است که طول آن ۱٬۰۳۳ فوت (۳۱۴٫۸۶ متر) می‌باشد. این کشتی در سال ۲۰۰۸ ساخته شد.